# Josef Steffes-Mies
Josef Steffes-Mies (* 13. Mai 1940 in Mainz-Kostheim; † 26. Juli 2021 in Mainz) war ein deutscher Ruderer.
Der 1,95 m große Steffes-Mies ruderte für die Kasteler Ruder- und Kanu-Gesellschaft. Zusammen mit Jost Krause-Wichmann vom RC Saar Saarbrücken gewann er 1962 den deutschen Meistertitel im Doppelzweier. Bei den Ruder-Weltmeisterschaften 1962 erruderten die beiden die Bronzemedaille. Im Jahre 1963 verteidigten Steffes-Mies und Krause-Wichmann ihren Meistertitel und belegten den vierten Platz bei den Ruder-Europameisterschaften. Nach dem zweiten Platz bei den deutschen Meisterschaften trennte sich das Duo. Bei den Olympischen Sommerspielen in Tokio belegten Helmut Lebert und Steffes-Mies den fünften Platz.
Steffes-Mies war Tiefbauingenieur mit eigenem Unternehmen in Mainz. Er übergab 2005 die Leitung des Unternehmens an seinen Sohn Martin, der ebenfalls als Ruderer erfolgreich war.
Josef Steffes-Mies starb unerwartet Ende Juli 2021.